# Dalophia gigantea
Espèce
Synonymes
- Monopeltis giganteus Peracca, 1903
- Monopeltis truncata Witte, 1922

Dalophia gigantea est une espèce d'amphisbènes de la famille des Amphisbaenidae.

## Répartition
Cette espèce est endémique de l'ouest de la République démocratique du Congo.

## Publication originale
- Peracca, 1903 : Descrizione di una nuova specie del genere Monopeltis Smith, del Congo. Bollettino dei Musei di zoologia ed anatomia comparata della R. Università di Torino, vol. 18, n. 448, p. 1-3.